# Sainte-Opportune-la-Mare

Sainte-Opportune-la-Mare este o comună în departamentul Eure, Franța. În 1 ianuarie 2022 avea o populație de 429 de locuitori.